# Sailor Moon Super S, le film
Pour plus de détails, voir Fiche technique et Distribution.
Sailor Moon Super S, le film (美少女戦士セーラームーンSuperS セーラー9戦士集結！ブラック・ドリーム・ホールの奇跡, Bishōjo Senshi Sērā Mūn Sūpāzu: Sērā Kyū Senshi Shūketsu! Burakku Dorīmu Hōru no Kiseki, litt. « Sailor Moon SuperS, les 9 guerrières unies ! Le miracle du gouffre des cauchemars »), est un long-métrage d'animation basé sur la quatrième saison (Sailor Moon Super S) de la série animée Sailor Moon. Il est sorti au cinéma le 23 décembre 1995 au Japon et le 1er juillet 2015 en France en DVD chez Kazé.

## Synopsis
Aux quatre coins du monde, pendant leur sommeil, des enfants se font kidnapper. Ils sont hypnotisés par une étrange musique qui les conduit tout droit au siège de Queen Badiane, le château Massepain. Là, la méchante reine, aidée de ses quatre sbires Perle, Poupelin, Banane et Orangeat, endort à jamais les enfants, dont les rêves sucrés alimentent le gouffre des cauchemars. Cet étrange trou noir grandit de nuit en nuit, prêt à tout instant à avaler la Terre tout entière...

## Fiche technique
- Titre original : 美少女戦士セーラームーンSuperS セーラー9戦士集結！ブラック・ドリーム・ホールの奇跡
- Titre français : Sailor Moon Super S, le film
- Réalisation : Hiroki Shibata
- Scénario : Yoji Enokido, d'après l'œuvre de Naoko Takeuchi
- Conception graphique :
  - Direction artistique : Kenichi Tajiri, Tadao Kubota
  - Décors : Reiko Kitayama
- Animation :
  - Supervision : Tadao Kubota
  - Animation des personnages : Hisashi Kagawa
  - Effets spéciaux : Toshio Katada
- Son : Yasuyuki Konno
- Montage : Yasuhiro Yoshikawa
- Musique :
  - Compositeur : Takanori Arisawa
- Société de production : Toei Animation
- Société de distribution : Toei
- Production : Tan Takaiwa, Teruo Miyahara, Tsutomu Tomari
- Pays d'origine :  Japon
- Langue originale : japonais
- Durée : 61 minutes
- Dates de sortie :
  -  Japon : 23 décembre 1995
  -  France : 1er juillet 2015 (DVD, Kazé)

### Distribution

#### Voix originales
- Kotono Mitsuishi : Usagi Tsukino / Sailor Moon
- Aya Hisakawa : Ami Mizuno / Sailor Mercury
- Michie Tomizawa : Rei Hino / Sailor Mars
- Emi Shinohara : Makoto Kino / Sailor Jupiter
- Rika Fukami : Minako Aino / Sailor Venus
- Kae Araki : Chibiusa Tsukino /sailor chibi moon
- Toru Furuya : Mamoru Chiba / Tuxedo Mask
- Keiko Han : Luna
- Yasuhiro Takato : Artemis
- Megumi Ogata : Haruka / Sailor Uranus
- Masako Katsuki : Michiru / Sailor Neptune
- Chiyoko Kawashima : Sailor Pluto
- Rihoko Yoshida : Queen Badiane
- Chika Sakamoto : Perle
- Kazuya Nakai : Orangeat
- Nobuo Tobita : Poupelin
- Nobuhiko Kazama : Banane

#### Voix françaises
- Isabelle Volpé : Bunny Rivière / Sailor Moon
- Pascale Chemin : Molly / Sailor Mercure
- Pauline de Meurville : Raya / Sailor Mars
- Marie Nonnenmacher : Marcy Maurane / Sailor Jupiter
- Frédérique Marlot : Mathilda / Sailor Venus
- Corinne Martin : Camille Rivière / Sailor Chibi Moon
- Bastien Bourlé : Bourdu / L'homme Masqué
- Bérangère Jean : Luna
- Bruno Méyère : Artemis
- Caroline Combes : Diana
- Françoise Escobar : Frédérique /  Sailor Uranus
- Jade Lanza : Mylène / Sailor Neptune
- Agnès Manoury : Sylvana / Sailor Pluton
- Nayéli Forest : Perle
- Pascale Jacquemont : Badiane
- Grégory Laisné : Poupelin
- Adrien Solis : Banane

Source : Planète Jeunesse ()

## Titre en différentes langues
- Allemand : Sailor Moon - Movie 3 : Reise ins Land der Träume
- Anglais : Sailor Moon SuperS: the Movie-Black Dream Hole
- Italien : Sailor Moon SS The Movie - Il Mistero Dei Sogni